# Fracture du plancher de l'orbite

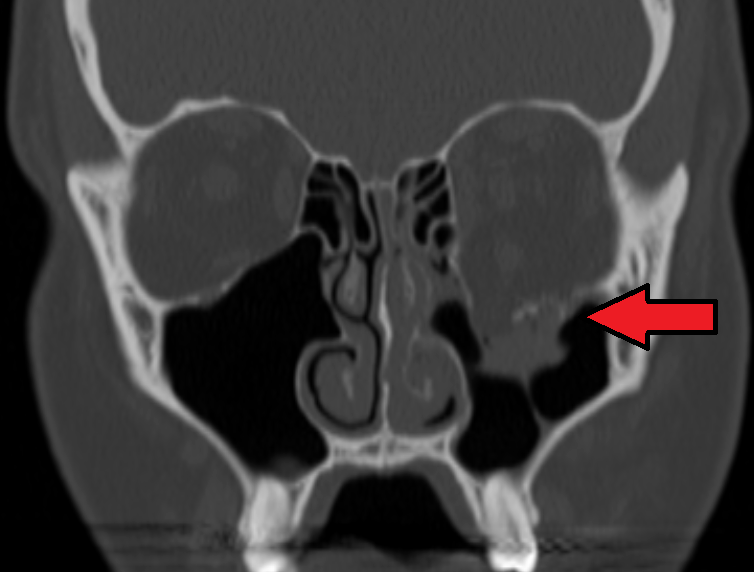
Fracture du plancher de l'orbite gauche.

Une fracture du plancher de l'orbite est une fracture de l'os sur lequel est posé l'œil. C'est une fracture faciale fréquente.
Le mécanisme est un choc direct sur l'orbite qui aboutit à une fracture du plancher.

## Diagnostic
Le patient atteint d'une fracture du plancher de l'orbite peut présenter une épistaxis, une énophtalmie (l’œil est rentré dans l'orbite). Il peut exister une anesthésie dans le territoire du nerf sous orbitaire.
En revanche, la palpation sous l’œil ne déclenche pas de douleur car les reliefs osseux sont normaux.
Il faut toujours rechercher une incarcération du muscle droit inférieur dans le trait de fracture, le patient peut alors se plaindre d'une vision double (diplopie).
Le diagnostic est fait sur le scanner facial.

### Fracture de typeblow-out
L'ouverture du plancher de l'orbite est large et comminutive. En l'absence de fracture de la margelle infra-orbitaire, le blow-out est dit pur. Sinon, il s'agit d'un blow-out impur.
Le risque d'incarcération du muscle droit inférieur est faible. L'énophtalmie, par diminution du volume orbitaire, est classique.

### Fracture en trappe
La fracture en trappe consiste en l'association de deux traits fracturaires sagittaux et parallèles. L'une des fractures (généralement la médiale) est ouverte, tandis que l'autre est en bois vert réalisant ainsi une trappe à charnière.
Le risque d'incarcération du muscle droit inférieur est important. Il n'existe généralement pas d'énophtalmie.

## Prise en charge
Il convient d'éliminer les atteintes plus graves du massif facial, ainsi qu'un éventuel traumatisme crânien associé.
Le cas échéant, la désincarcération du muscle droit inférieur doit être réalisée le plus rapidement possible. Le risque d'une prise en charge tardive est une fibrose musculaire responsable d'une diplopie séquellaire.
Le traitement de la fracture est chirurgical. Par voie sous-conjonctivale, il réside en une réfection du plancher de l'orbite par plaque ou allogreffe osseuse. 